# 忍足亜希子
忍足 亜希子（おしだり あきこ、1970年〈昭和45年〉6月10日 - ）は、日本の女優。北海道千歳市出身。ろう者（生まれつき聞こえない)。

## 来歴
横浜市立聾（ろう）学校（現在の横浜市立ろう特別支援学校）卒業。青葉学園短期大学卒業。神奈川県内の銀行で5年働いていたが、仲のいい手話通訳士の誘いで1997年にNHKの手話番組『ノッポさんの手話で歌おう』に出演する。当時、手話を使ったドラマが流行していた事もあり、「ろう者はもっと明るい。リアルな姿を伝えたい」という思いで女優を志すようになり、1999年に公開された映画『アイ・ラヴ・ユー』で日本初のろう者（先天性ろう＝生まれつき聞こえない）の主演女優として、オーディションで選ばれ女優デビューする。同作では、第54回毎日映画コンクール スポニチグランプリ新人賞、第16回山路ふみ子映画賞 山路ふみ子福祉賞を受賞した。
2019年1月より、SHOWROOMにて手話と筆談でトーク番組のネット配信を開始。
2020年7月より、ライブコミュニケーションアプリPocochaでネット配信を開始。

## 人物・家族
2009年11月に演劇集団キャラメルボックスの所属俳優の三浦剛と結婚（入籍）した。三浦とは、2002年に舞台『嵐になるまで待って』での共演をきっかけに交際していたものの、当時は忍足がろう者はろう者と結婚したほうがいいとの思いが強く一時破局したが、6年後に再会し交際当時より手話が上達していた三浦からプロポーズを受けて結婚に至った。三浦の兄は横浜DeNAベイスターズ監督の三浦大輔で義兄にあたる。
2012年3月に第1子の女児を出産した。
2017年には夫婦で手話教室「アイ・ラヴ・サイン」を開校した。

## 主な作品

### 映画
- アイ・ラヴ・ユー（1999年）- 水越朝子 役　毎日映画コンクールスポニチグランプリ新人賞
- アイ・ラヴ・フレンズ（2001年）- 山科美樹 役
- 旅の途中で（2002年）
- アイ・ラヴ・ピース（2003年）- 花岡いづみ 役
- 黄泉がえり（2003年）- 斉藤園子 役
- Breath Less （2006年）
- 僕が君の耳になる(2021年)
- 親子劇場（2023年）[10]
- ぼくが生きてる、ふたつの世界（2024年） - 五十嵐明子 役[11]

### テレビ
- NHKみんなの手話（2001年4月 - 2002年3月、NHK教育テレビ）
- ノッポさんの手話で歌おう（1997年12月22日 - 30日、NHK教育テレビ）
- 金曜エンタテイメント「おふくろシリーズ16・おふくろの歓喜の歌」（2000年、フジテレビ）
- サイエンスミステリー（2003年、フジテレビ）
- 水曜ミステリー9「エド・マクベイン 殺意」（2005年、テレビ東京）
- 水曜ミステリー9「顔のない女〜久留島刑事の報告書より〜」（2007年、テレビ東京）
- 魔女たちの22時（2010年、日本テレビ）
- 「奇跡体験！アンビリーバボー」(2021年、フジテレビ)
- 土曜ドラマ「デフ・ヴォイス 法廷の手話通訳士」（2023年、NHK総合） - 荒井道代 役

### 舞台
- 嵐になるまで待って（2002年、演劇集団キャラメルボックス）
- 2009年 「The Vagina Monologues（ヴァギナ・モノローグス）」（サイン アート プロジェクト.アジアン）

### 書籍
- 「女優志願 母と娘の歩いた道」（1999年、ひくまの出版）
- 「忍足亜希子と覚えるはじめての手話」（2000年、ナツメ社）
- 「愛、聞こえますか?」（2001年、光文社）
- 「こころのこえ、かぜのうた」（フォト&エッセイ集・2001年、バウハウス）
- 「軌跡（あしあと）」（写真集・2001年、ケイエスエス）
- 「私が私らしくあるために ソワソワ・ドキドキを育てる34の方法」（2001年、大和出版）

### 新聞
- 日本講演新聞（令和7年5月26日）

## 受賞歴
- 第54回毎日映画コンクール（2000年）「スポニチグランプリ新人賞」受賞
- 第16回山路ふみ子福祉賞 受賞[12]
- 第98回キネマ旬報ベスト・テン 助演女優賞 受賞（『ぼくが生きてる、ふたつの世界』）[13]
- 第16回TAMA映画賞 特別賞（『ぼくが生きてる、ふたつの世界』）[14]
- 第34回日本映画批評家大賞 助演女優賞（『ぼくが生きてる、ふたつの世界』）[15]